# Game Rating and Administration Committee
El Game Rating and Administration Committee ((en hangul, 게임물관리위원회; romanización revisada, Geimmul Gwalli-Wiwonhoe): GRAC) es el panel de clasificación de contenido de videojuegos de Corea del Sur. Como organización gubernamental, el GRAC califica los videojuegos para informar a los clientes sobre la naturaleza de los contenidos del juego.
Inicialmente, la Junta de Clasificación de Medios de Corea, una organización gubernamental, calificó los videojuegos como otros medios de entretenimiento. Sin embargo, se produjo una controversia porque la Junta de Clasificación de Medios de Corea calificó un juego de juegos de arcade Sea Story como si fuera adecuado para todos, con alegatos de mala conducta. El gobierno coreano respondió a la controversia creando el GRB en 2006 y convirtiéndolo en la única organización de calificación para la calificación de videojuegos en Corea del Sur.
El GRAC ha sido criticado como uno de los elementos de la censura de Internet en Corea del Sur.

## Los índices dados
El GRB actualmente utiliza cinco índices de clasificación diferentes.
|                            |
| Todos: Todos pueden jugar. |

- El contenido del juego ofrece un carácter educativo o cultural y sentimientos morales para los niños.
- El contenido del juego no tiene representación de distorsión de ideas antisociedad ni profanidad de religión y moral pública que dañan a los niños emocional y físicamente.
- El contenido y el motivo del juego no tienen ninguna representación de obscenidad, violencia o reproducción del espíritu de juego que perjudica a los niños en absoluto.

|                                              |
| 12+: Los menores de 12 años no pueden jugar. |

- El contenido del juego no tiene representación de una idea antisocial, distorsión o blasfemia de la religión y la moral pública que podría ser perjudicial para los niños menores de 12 años emocional y físicamente.
- El contenido y el motivo del juego no tienen representación de obscenidad, violencia, reproducción del espíritu de juego que podría ser perjudicial para los niños menores de 12 años (nivel leve de sexualidad, violencia, lenguaje inapropiado (improperios), etc.)

|                                              |
| 15+: Los menores de 15 años no pueden jugar. |

- El contenido del juego no tiene representación de una idea antisocial, distorsión o profanación de la religión y la moral pública que podría ser perjudicial para los niños menores de 15 años emocional y físicamente.
- El contenido y el motivo del juego no tienen una representación de obscenidad, violencia, especulación, etc. que pueda ser perjudicial para los niños menores de 15 años (representación indirecta y restringida de la sexualidad, violencia, lenguaje inapropiado (improperios) y bajo nivel de reproducción del espíritu de juego (despertar la pasión por el uso excesivo del dinero del juego, o la dependencia de la suerte de uno)

| |
| 19+: Los menores de 19 años no pueden jugar. - El contenido del juego tiene representaciones de ideas antisociales, religión y moral pública que serían perjudiciales para los menores emocional y físicamente. - El contenido y el motivo del juego tienen representaciones de obscenidad, violencia, especulación, etc. que serían perjudiciales para los menores (representación gráfica directa y concreta de la sexualidad, violencia, lenguaje inapropiado (explota), reproducción del espíritu de juego (existencia de despertar de la pasión por el uso excesivo del dinero del juego, o la dependencia de la suerte de uno, pero no la ganancia o pérdida real de su activo). |
| |
| El juego está siendo demostrado, o la calificación está pendiente. |

La mayoría de los videojuegos pueden ser de cualquier clasificación, aunque solo se permite 'Todos' y 'Restringido para adolescentes' para juegos de arcade.